# The Legend of Zelda: A Link to the Past
The Legend of Zelda: A Link to the Past (яп. ゼルダの伝説 神々のトライフォース Дзэруда но Дэнсэцу Камигами но Торайфо:су, букв. «Легенда о Зельде: Трифорс Богов») — видеоигра, разработанная и изданная Nintendo для платформы Super Nintendo Entertainment System в 1991 году. Была выпущена на территории Северной Америки весной, а в Европе осенью 1992 года. Игра продолжила серию The Legend of Zelda, став третьей вышедшей в рамках игровой серии, но являлась приквелом к двум предыдущим играм — The Legend of Zelda и Zelda II: The Adventure of Link. Имя главного героя используется в названии для своеобразной игры слов: A Link to the Past одновременно можно понимать как «Линк отправляется в прошлое» и как «Связь с прошлым», в зависимости от того, как интерпретировать Link — как имя собственное или как существительное link (с англ. — «связь, соединение»).
Над игрой работала команда разработчиков под руководством Сигэру Миямото, автора идеи и дизайнера первой игры. A Link to the Past использовала несколько изменённую механику первой части серии с проекцией «сверху-сбоку». В этой игре впервые была использована идея перемещения меж двух миров, впоследствии ставшая отличительной особенностью игр серии.
Игра была продана в количестве более 4 млн копий и позднее переиздана для Game Boy Advance и сервиса Virtual Console Wii. Веб-сайт GameSpot отметил A Link to the Past как внёсшую наиболее значимый вклад в развитие серии и одну из величайших игр всех времён.
В 2002 году обновлённая версия игры выпущена для портативной консоли Game Boy Advance в составе сборника The Legend of Zelda: A Link to the Past and Four Swords.

## Игровой процесс
Использованная в предыдущей игре Adventure of Link двухуровневая схема, при которой перемещение по игровому миру показывалось в виде схематичной карты, а локации и бои отображались в режиме платформера, вызвала у игроков недовольство, и руководитель проекта Миямото решил использовать игровую механику первой части, с отображением игрового пространства в перспективе «сверху-сбоку».
Изменения в основном коснулись управления (Линк получил возможность передвигаться по диагонали), незначительные перемены произошли с оружием игрового персонажа (стрелы стали самостоятельным предметом и при стрельбе из лука теперь не расходовались драгоценные камни Rupees, как это было в первой игре). Атака мечом могла поразить противников, окружающих игрового персонажа, а не только стоящих перед ним, что облегчало ведение боя в условиях численного превосходства монстров. Появился индикатор уровня магии (являвшийся заимствованием из Adventure of Link).
Игра внесла в серию новые элементы, позднее ставшие частью узнаваемого стиля серии The Legend of Zelda: многоуровневые подземелья, новые виды снаряжения (абордажная кошка, сапоги-скороходы). Наконец, была введена масштабируемая карта, позволяющая игроку с лёгкостью ориентироваться в окружающем мире и упрощающая поиск ключевых персонажей и предметов.
Карты лабиринтов, как и в первой игре серии, приходится разыскивать самостоятельно, точно также как и магические компасы, указывающие расположение основных предметов, спрятанных в подземелье.

## Сюжет

Карта. Местонахождение Линка отмечено иконкой с его портретом (слева внизу), текущая задача — красным крестом (справа вверху).

По заверениям Миямото A Link to the Past задумывалась как прямое продолжение первой игры, The Legend of Zelda. Согласно выпущенной в 2011 году энциклопедии The Legend of Zelda: Hyrule Historia действие этой игры происходит в альтернативной временной линии, которая образовалась после гибели Линка от рук Гэнондорфа в финале Ocarina of Time.
Главным героем игры является мальчик по имени Линк (Link), живущий в начале истории со своим дядей в доме к югу от за́мка Хайрул. Однажды вечером Линк получает телепатическое послание от принцессы Зельды, которая просит его о помощи. Зельда заключена в темницу за́мка злым колдуном по имени Аганим (Agahnim), который казнил её отца, короля Хайрула, и захватил власть в стране. Аганим планирует разрушить печать, наложенную столетия назад Семью Мудрецами, и освободить Гэнона, принца Тьмы. В этом ему помогают королевские солдаты, которыми он управляет при помощи магии.
Дядя Линка отправляется в замок спасать принцессу, но получает смертельное ранение и погибает, поэтому Линк освобождает Зельду из темницы самостоятельно. Однако побег принцессы из заточения лишь даст Линку дополнительное время для нахождения реликвий и задержки Аганима от воплощений его планов в жизнь. Сопроводив Зельду в тайное святилище, Линк продолжает свои поиски наставником. В итоге Наставником для него становится один из потомков Семи Мудрецов, отшельник по имени Сахасрахла (Sahasrahla).
Единственное оружие, способное противостоять тёмной магии Аганима — Меч Мастера (Master Sword), древний магический клинок, созданный для борьбы «с теми, у кого в сердце поселилось зло». Запечатанный в пьедестале, волшебный меч позволит взять себя в руки только настоящему герою. Чтобы доказать, что он достоин этого меча, Линку нужно найти три магических кулона, спрятанных в разных уголках королевства Хайрул. Однако, получив меч, он выясняет что Аганим обнаружил убежище Зельды, похитил её и перенёс в Мир Тьмы (Dark World). Линк следует за ними, а впереди его ждёт схватка с Аганимом, а после — и самим принцем Тьмы Гэноном.

### Новые приспособления
- Магическое Зеркало — способно переместить из одного мира в другой.
- Сапоги скороходы — помогает Линку бежать быстрее.
- Перчатка силы — помогает Линку поднимать камни и обнаруживать тайники.
- Магический плащ — помогает Линку стать невидимкой и пробраться через препятствия.
- Огненный медальон — Линк создаёт грозу, уничтожая врагов на экране.
- Грозовой медальон — Линк создаёт снег и замораживает врагов на экране.
- Медальон землетрясений — Линк вызывает локальное землетрясение, уничтожающее врагов на экране.
- Ледяной жезл — Линк может замораживать врагов.
- Жезл полей — создаёт щит для прохождения места, где везде находятся шипы.
- Ласты — благодаря им Линк сможет плавать.

## Производство

Пример головоломки: передвигая каменные блоки, нужно освободить путь к сундукам с призами. Если игрок сумеет решить головоломку правильно, ему достанется содержимое всех четырёх сундуков.

Коммерческий успех первой игры (The Legend of Zelda была продана в количестве 6,5 миллионов копий) позволил Nintendo выделить для производства сиквела значительный бюджет и определить бо́льший период времени для производства. Однако на начальной стадии (в 1988 году) игру планировалось реализовать на базе приставки NES, и лишь в 1990 году проект был переориентирован на следующую консоль Nintendo — Super Famicom, известную за пределами Японии как Super Nintendo Entertainment System. Увеличение доступных ресурсов способствовало значительному расширению границ игрового мира (8-мегабитный картридж для SNES позволял довести объём игры до 1 Мб, в то время как 1-мегабитный картридж NES имел ограничение в 128 Кб).
Но несмотря на новые возможности, разработчики всё же были вынуждены оптимизировать игру для снижения её объёма. Так, был использован алгоритм сжатия, позволяющий снизить глубину цвета большинства графических элементов до восьми цветов (графика приставки поддерживала 16 цветов). Декомпрессия производилась при запуске игры путём добавления одного бита к цветовому индексу каждого пикселя изображения. Также значительные объёмы памяти были высвобождены методом простого дублирования: присутствующие в игре миры-антиподы (Light World и Dark World) имеют идентичную топографию и являются, по сути, видоизменёнными копиями друг друга.

## Признание
| Сводный рейтинг | Сводный рейтинг | Сводный рейтинг |
| Издание         | Оценка          | Оценка          |
| Издание         | GBA             | SNES            |
| --------------- | --------------- | --------------- |
| GameRankings    | 91,74 %         | 92,87 %         |

Спрайт, изображающий главного героя игры Линка в разных игровых положениях, внизу — момент ранения монстром.

The Legend of Zelda: A Link to the Past была благосклонно принята как игроками, так и прессой, и неоднократно называлась одной из величайших игр всех времён. Журнал «Страна Игр» в 2003 году назвал игру великолепной, несмотря на её солидный возраст, и поставил ей 9 баллов из 10. В 2005 году сайт IGN поместил игру на 11 место (по результатам голосования среди редакционной коллегии) в своём списке «Top 100 Games», а посетители ресурса определили её на 5-е место. Годом позже Entertainment Weekly выбрал A Link to the Past как лучшую игру всех времён. Участники ресурса GameFAQs дали игре 4-е место среди лучших, а читатели японского журнала Famitsu присвоили 31-е место в списке 2006 года. Также игра была определена на третье место журналом EGM, значилась 23-й в списке GameInformer 100 и третьей в списке двухсот лучших игр Nintendo издания Nintendo Power. В июне 2007 года читатели журнала Edge определили игру на 6-е место в списке 100 лучших игр всех времён. ScrewAttack поместил игру на 2-е место своего списка 20 лучших игр для SNES.
В 1992 году игра получила титул «Лучший сиквел» от журнала EGM. В официальном списке Official Nintendo Magazine «100 величайших игр Nintendo всех времён» игра находится на 8-м месте (и является второй по рейтингу игрой серии The Legend of Zelda, более высокую позицию — 2 место — заняла The Legend of Zelda: Ocarina of Time для Nintendo 64).